# Maciej Zworski
Maciej Rafal Zworski (Breslau, 8 de outubro de 1963) é um matemático polonês-canadense-estadunidense, que trabalha com equações diferenciais parciais (análise microlocal, teoria da dispersão).
Zworski estudou no Imperial College London e a partir de 1983 no Instituto de Tecnologia de Massachusetts (MIT), onde obteve um doutorado em 1989, orientado por Richard Burt Melrose, com a tese High frequency scattering by a convex obstacle. Foi de 1989 a 1992 Benjamin Peirce Lecturer na Universidade Harvard, a partir de 1992 professor associado e a partir de 1994 professor da Universidade Johns Hopkins, a partir de 1995 professor da Universidade de Toronto, sendo a partir de 1998 professor da Universidade da Califórnia em Berkeley.
Foi professor visitante em diversas universidades de Paris, no Mathematical Sciences Research Institute (MSRI), no Institut des Hautes Études Scientifiques IHES), nas universidades de Nantes e Grenoble, na École polytechnique e no Erwin Schrödinger International Institute for Mathematical Physics (ESI) em Viena.
Foi palestrante convidado do Congresso Internacional de Matemáticos em Pequim (2002: Quantum Resonances and Partial Differential Equations.
Recebeu o Prêmio Coxeter–James de 1999. É fellow da Sociedade Real do Canadá (1998) e da Academia de Artes e Ciências dos Estados Unidos (2010).

## Obras
- Resonances in Physics and Geometry, Notices AMS 1999, Nr. 3, pdf
- Semiclassical analysis, American Mathematical Society 2012
- com Richard Melrose, Antonio Sa Barreto Semi-linear diffraction of conormal waves, Astérisque, Volume 240, Societé Mathématique de France, 1996
- com Lawrence Craig Evans Lectures on Semiclassical Analysis, 2011, pdf